# Luna Ad Noctum
Luna Ad Noctum fue una banda de black metal sinfónico originaria de Wałbrzych, Polonia, formada en 1998 y disuelta en 2017.

## Miembros actuales
- Adrian Nefarious - bajo y voz
- Dragor - batería
- Tomas Infamous - guitarra
- Blasphemo - guitarra
- Noctivagus - teclado

## Discografía

### Demos
- Moonlit Sanctum - (demo, 2000)

### EPs
- Lunar Endless Temptation (EP, 2001)

### Álbumes de estudio
- Dimness Profound (2002)
- Sempiternal Consecration - (2004)
- The Perfect Evil In Mortal- (2006)
- Hypnotic Inferno - (2013)